# Police (Polen)
 Denne artikel omhandler den polske by Police. Opslagsordet har også en anden betydning, se Police.
Police (tysk: Pölitz) er en by i det vestlige Polen, i Voivodskabet Vestpommern, der er hovedsæde for amtet Powiat policki. Police ligger på Police-sletten ved floder Oder (venstre bred) og Gunica, tæt på Szczecin (Stettin Byområdet) og har 30.623(2021) indbyggere samt et areal på 36,84 km².

## Natur (by og omegn)

### Natur (by)
- floder: Oder og Gunica
- Wkrzanska Skoven (polsk: Puszcza Wkrzańska, tysk: Ueckermünder Heide)
- Parken i Gammelbyen
- Solidaritets Parken i Nybyen (Osiedle Anny Jagiellonki)
- Paves Johannes Paul 2. Anlægget i Nybyen (Osiedle Gryfitów)

Natura 2000 områder
- 1. Police-Kanaler (polsk: Police-Kanały) – Flagermus i forhenværende benzin-fabrik (Hydrierwerke Pölitz – Aktiengeselschaft) – ruiner i Police
  2. Oders mundingen og Stettiner Haff (polsk: Ujście Odry i Zalew Szczeciński) – flod (Oder), Nedre Oder Dalen (polsk: Dolina Dolnej Odry)

### Natur (omegn)
- flod (Oder med Oders mundingen – Roztoka Odrzańska ved Police – Jasienica, Uniemyśl og Trzebież),

Natura 2000 områder
- 1. Wkrzanska Skoven (polsk: Puszcza Wkrzańska, tysk: Ueckermünder Heide), Swidwie Naturreservatet (polsk: Rezerwat przyrody Świdwie), Swidwie Søen (polsk: Jezioro Świdwie)
  2. Oders mundingen og Stettin-noret (polsk: Ujście Odry i Zalew Szczeciński) – flod (Oder), Nedre Oderdal (polsk: Dolina Dolnej Odry) ved Trzebież (tysk: Ziegenort) og Nowe Warpno (tysk: Neuwarp)

## Historie
Fra 1243 til 1259 ejedes byen af Bartłomiej Ridderen. Byen blev grundlagt i 1260.
Under 2. verdenskrig og fra 1969 har Police været en vigtig industriel by.
- Stadsret i 1260 (Prins Barnim 1. Stor af Pommern)
- 1898: Jernbane til Szczecin indvies.
- 1910: Jernbane til Trzebież indvies.
- 1906: Rådhuset opføres.
- 2. verdenskrig: kunstbenzin-fabrik (Hydrierwerke Pölitz – Aktiengeselschaft), Koncentrationslejrene (blandt andre Stutthof-filial), Luftbombardementet af Police 1944-1945 (Royal Air Force og United States Army Air Force)
- fra 1954: Mścięcino indlemmes som ny bydel i Police
- 1969: kunstgødning-fabrik (Zakłady Chemiczne "Police") indvies.
- 1970: Havnen indvies.
- fra 1973: Jasienica indlemmes som ny bydel i Police
- 1997: et lille museum (Galeria Historyczna Polic) oprettes.

Bosættelsen blev nævnt første gang i 1243. Pommerns hertug Barnim af Pommern tildelte byen Magdeburgrettigheder i 1260.  I slutningen af det 13. århundrede var byen blevet et len for et lokalt dynasti af riddere, Drake-familien. I 1321, med Otto Drakes død, blev byen en underlagt det nærliggende Stettin (nu Szczecin), hindrede dens vækst indtil midten af 1700-tallet.
Det nærliggende Jasienica Kloster, der nu ligger inden for bygrænsen, blev sekulariseret under den protestantiske reformation, som blev indført i Hertugdømmet Pommern i 1534. Efter dets sekularisering blev klostret en hertugelig domæne, og var stedet for den traktat, der for første gangopdelte hertugdømmet i en vestlig og østlige del i 1569.
Fra Stettin-traktaten (1630) (Trediveårskrigen) indtil Stockholm-aftalen i 1720 (den store norddiske krig) var Pölitz en del af Svensk Pommern og af Preussisk Pommern derefter. I 1808 blev Pölitz igen uafhængig af Stettin. I 1815 blev Pölitz en del af den omstrukturerede Provinsen Pommern, administreret i Landkreis Randow. I 1939 blev dette amt opløst, og Pölitz blev gjort til en del af Groß-Stettin.
Police var en del af Szczecin voivodskab fra 1946 til 1998. Siden 1999 har byen været en del af voivodskabet Vestpommern.

### Tysk syntetisk brændstoffabrik
I 1937 blev en fabrik til fremstilling af syntetisk brændstof Hydrierwerke Pölitz AG grundlagt af IG Farben, Rhenania-Ossag og Deutsch- American Petroleum Society som i 1943 producerede 15 % af Nazitysklands syntetiske brændstoffer, 577.000 tons. Anlægget hentede sin arbejdsstyrke fra et tilstødende system af arbejdslejre (Pommernlager, Nordlager, Tobruklager, Wullenwever-lejren, Hägerwelle arbejdsuddannelseslejr, Dürrfeld-lejren) plus et skib fortøjet på Oder-floden, der tjente som lejr (Bremerhaven-omskolingslejren). Desuden var en underlejr til Stutthof koncentrationslejr placeret i Pölitz.
Under Anden Verdenskrig gjorde fabrikken Pölitz til et ni-dobbelt bombemål for de Allieredes oliekampagne fra slutningen af april 1943 og frem, hvilket førte til, at 70 % af byen blev ødelagt.

## Bydelen Gammelbyen
Gammelbyen (Stare Miasto på polsk) er den gamle historiske bydel med en middelalderlig byplanlægning. Gammelbyen ligger på Police-sletten ved floden Oder.

### Seværdigheder i Gammelbyen
- Kapel (15. århundrede) i Centrum (Gammeltorv, Boleslav 1. af Polen Plads, polsk: Plac Bolesława Chrobrego)
- Kirke (19. århundrede) i Centrum
- Police Lapidarium i Centrum
- Monumentet – Maria Skłodowska-Curie – i Centrum (Gammeltorv, ved Boleslav 1. af Polen Plads, polsk: Plac Bolesława Chrobrego)
- Sedina – springvandet – i Centrum (Gammeltorv, ved Boleslav 1. af Polen Plads, polsk: Plac Bolesława Chrobrego)

### Hovedgader og pladser i Gammelbyen
- Ulica Grunwaldzka
- Ulica Generała Tadeusza Kościuszki
- Ulica Wojska Polskiego
- Ulica Józefa Piłsudskiego
- Plac Bolesława Chrobrego
- Plac Nieznanego Żołnierza

## Bydelen Mścięcino
Mścięcino (Messenthin på tysk)
Mścięcino (tysk: Messenthin) er bydelen i Police (Polen) på Warszewo-bakkerne ved floden Oder.

### Seværdigheder i Mścięcino
- Warszewo-bakkerne
- Wkrzanska Skoven
- to monumenter til ære for ofrene for filialen af tysk Stutthof koncentrationslejr i Police - Mścięcino under 2. verdenskrig

### Hovedgader i Mścięcino
- Ulica Asfaltowa
- Ulica Cisowa
- Ulica Dębowa
- Ulica Nadbrzeżna
- Ulica Palmowa

## Bydelen Jasienica
Jasienica (Jasenitz på tysk) er en tidligere landsby og nu en bydel af Police på Police-sletten ved floden Gunica.

### Seværdigheder i Jasienica
- Kirke (14./18. århundrede) i Police – Jasienica
- Kloster (ruin) (Augustinerordenen) (14. århundrede) i Police – Jasienica
- Kajak-vejen på floden Gunica
- Police Sletten
- Wkrzanska Skoven

### Hovedgader i Jasienica
- Ulica Piastów
- Ulica Dworcowa
- Ulica Jasienicka

## Bydelen Nybyen
Nybyen (Nowe Miasto på polsk) ligger på Police-sletten ved Wkrzanska Skoven og består af 4 dele:
- Osiedle Dąbrówka
- Osiedle Gryfitów
- Osiedle Księcia Bogusława X
- Osiedle Anny Jagiellonki

### Universitetshospital i Police
- Et Universitetshospital (Pommernsk Medicinsk Akademi i Stettin, PAM)

### Seværdigheder i Nybyen
- Teateret/biografen i MOK (Miejski Ośrodek Kultury)
- Et lille museum (Galeria Historyczna Polic) i MOK (Miejski Ośrodek Kultury)
- Wkrzanska Skoven
- Hotel (Osiedle Gryfitów, ul. Wróblewskiego)

### Hovedgader i Nybyen
- Ulica Tanowska
- Ulica Siedlecka
- Ulica Józefa Piłsudskiego
- Ulica Kardynała Stefana Wyszyńskiego

## Universitetshospital i Police
- Et Universitetshospital (Det Pommernske Medicinske Universitet) i Nybyen

## Transport
- flodhavn og havehavn
- Szczecin-Police-Trzebież Jernbane (Ingen persontog efter 2002)
- Lufthavn i Goleniów ved Szczecin
- bybusser:
  -     1. 101 (fra Jasienica over Gammelbyen, Mścięcino, Przęsocin, Bukowo og Szczecin - Żelechowa til Plac Rodła i Szczecins centrum),
    2. 102 (fra Nybyen over PMU-Universitetshospital, Gammelbyen, Mścięcino og Szczecin – Skolwin til Szczecin – Gocław),
    3. 103 (fra Gammelbyen over Nybyen med PMU-Universitetshospital, Trzeszczyn, Tanowo og Pilchowo til Szczecin – Głębokie),
    4. 106 (fra Gammelbyen over Nybyen med PMU-Universitetshospital, Siedlice, Leśno Górne og Pilchowo til Szczecin – Głębokie),
    5. 107 (fra Nybyen (Osiedle Chemik) over Gammelbyen, Mścięcino, Przęsocin, Bukowo og Szczecin - Żelechowa til Plac Rodła i Szczecins centrum),
    6. 109 (fra Gammelbyen til Nybyen),
    7. 110 (fra Gammelbyen til Nybyen),
    8. 111 (fra Nybyen over Gammelbyen til Jasienica),
    9. F (hurtigbuser – højere takst) fra Nybyen (Osiedle Chemik) over Gammelbyen, Mścięcino, Bukowo og Szczecin - Żelechowa til Plac Rodła i Szczecins centrum),
    10. LS ("samorządowa" – billet-indkøb i bus) – fra Nybyen (Osiedle Chemik) over Gammelbyen, Jasienica, Dębostrów, Niekłończyca, Drogoradz og Uniemyśl til Trzebież)
    11. 524 (natlig) (fra Nybyen over Gammelbyen, Przęsocin, Bukowo, Szczecin - Żelechowa og Szczecins Centrum til Szczecin – Pomorzany)
    12. 526 (natlig) (fra Nybyen over Gammelbyen, Mścięcino, Szczecin – Skolwin, Szczecin – Gocław og Szczecins Centrum til Szczecin – Główny (den jernbanestation))

### Hvor køre til Police fraSzczecin?
- Til eksempel: fra Szczecin – Główny (den jernbanestation) til Plac Rodła i Szczecin med sporvej nummer 3 og fra Plac Rodła til Police med bybus nummer 101, 107 eller hurtigbuser F.

## Nutidig industri
- industri: nutidig kemifabrik: kunstgødning-fabrik (Zakłady Chemiczne "Police")

## Turisme

### Seværdigheder (by)
- Kapel (15. århundrede) i Centrum (Boleslav 1. af Polen Plads, polsk: Plac Bolesława Chrobrego)
- Kirke (19. århundrede) i Centrum
- Police Lapidarium i Centrum
- Monumentet – Maria Skłodowska-Curie – i Centrum (ved Boleslav 1. af Polen Plads, polsk: Plac Bolesława Chrobrego)
- Kirke (14./18. århundrede) i Police - Jasienica (tysk: Jasenitz)
- Kloster (ruin) (Augustinerordenen) (14. århundrede) i Police - Jasienica (tysk: Jasenitz)
- Forhenværende benzin-fabrik (Hydrierwerke Pölitz – Aktiengeselschaft) (ruin) i Police

- Teateret/biografen i MOK (Miejski Ośrodek Kultury)
- Et lille museum (Galeria Historyczna Polic) i MOK (Miejski Ośrodek Kultury)
- Wkrzanska Skoven

- Łarpia Sail Festival
- Hotel (Nybyen: Osiedle Gryfitów, ul. Wróblewskiego)

### Turisme (omegn)
- Stettin-noret (polsk: Zalew Szczeciński, tysk: Stettiner Haff) i Trzebież (tysk: Ziegenort) og Nowe Warpno (tysk: Neuwarp),
- Swidwie Naturreservatet (polsk: Rezerwat przyrody Świdwie), Swidwie Søen (polsk: Jezioro Świdwie) ved Tanowo (tysk: Falkenwalde) og Dobra (ved Police) (tysk: Daber),
- Bartoszewo Søen (Jezioro Bartoszewo) i Bartoszewo ved Police, Tanowo og Szczecin
- Kajak-vejen på floden Gunica
- Wkrzanska Skoven

## Venskabsbyer
- Korinos (Grækenland)
- Korsør (Danmark)
- Nowyj Rosdil (Ukraine)
- Pasewalk (Tyskland)

## Byer ved Police
- Szczecin
- Nowe Warpno
- Goleniów (bagved Oder)
- Stepnica (bagved Oder)
- Eggesin (Tyskland)
- Pasewalk (Tyskland)
- Penkun (Tyskland)

## Landsbyer ved Police
- Trzebież
- Przęsocin
- Drogoradz
- Tatynia
- Wieńkowo
- Uniemyśl
- Niekłończyca
- Dębostrów
- Siedlice (ved Police)
- Leśno Górne
- Trzeszczyn
- Święta (bagved Oder)
- Tanowo
- Węgornik
- Pilchowo
- Bartoszewo
- Zalesie
- Dobieszczyn
- Dobra (ved Police)
- Stolec
- Lubieszyn (ved Police)
- Kołbaskowo